# 不良資産買い取りプログラム
不良資産買い取りプログラム、問題資産救済プログラム(Troubled Asset Relief Program、TARP) は、米国政府が金融強化のために金融機関から有害資産や株式を買い取る制度で、議会で可決され、ジョージ・ブッシュ大統領によって法律に署名された。これは、サブプライム住宅ローン危機に対処するための2009年の政府の対策の一環だった。
TARPは当初、7,000億ドルの支出を承認した。2008年の緊急経済安定化法は、TARPを作成した。2010年に法律に署名されたドッド・フランク・ウォール街改革消費者保護法は、認可された金額を4,750億ドルに削減した。2012年10月11日までに、議会予算局(CBO)は、総支払額は4,310億ドルになると述べ、まだ行われていない住宅ローンプログラムの助成金を含む総費用は240億ドルになると見積もった。
2014年12月19日、米国財務省はアリー・ファイナンシャルの残りの保有を売却し、本質的にプログラムを終了した。